# Lex orandi, lex credendi
Lex orandi — Lex credendi (łac. norma modlitwy, normą wiary) – starożytna chrześcijańska maksyma, wyrażająca przekonanie, że refleksja teologiczna wyraża się i jest normowana przez treści modlitwy liturgicznej Kościoła. 
W myśl tej zasady, prawowierność wyznania wiary jest korygowana przez odniesienie do tego jak Kościół się modli, w co wierzy w swoich modlitwach: przede wszystkim w świętowaniu Wielkanocy i sakramentów paschalnych Chrztu, Bierzmowania, Eucharystii. Maksyma jest uproszczoną wersją sentencji Legem credendi lex statuat supplicandi (łac. o prawie wiary niech stanowi prawo modlitwy błagalnej), zapisanej przez św. Prospera z Akwitanii (ok. 390 — ok. 465), który był sekretarzem papieża Celestyna I (422-432). Zdanie to weszło do opracowanego przez niego tzw. Indiculus (łac. Krótki wykaz), antologii wypowiedzi o łasce zaczerpniętych z pism św. Augustyna z Hippony (354-430) (DH 246; ND 1913).
Przed wprowadzeniem Nicejsko-konstantynopolitańskiego wyznania wiary, obok wyznań chrzcielnych, modlitwy eucharystyczne stanowiły decydujące sformułowanie prawd wiary, będące nie tylko ich głoszeniem, ale przede wszystkim ich sakramentalnym uobecnieniem. 
Zasada wyrażona w maksymie wynika z historycznego faktu, że sprawowanie liturgii Kościoła, będącej szczególnym miejscem działania Ducha Świętego (por. 1 Kor 12,3), było uprzednim wobec powstania Biblii i ukształtowania się jej kanonu oraz formuł wiary zwanych po łacinie Credo. W czasach po ukształtowaniu się kanonu Biblii i soborowych wyznań wiary zasada ta przejawia się następująco: 
- reguła modlitwy (porządek nabożeństw, teksty liturgiczne, wystrój świątyni etc, niekiedy także ustrój Kościoła) jest jednym ze źródeł reguły wiary (doktryny Kościoła) (locus theologicus obok np. Pisma Świętego,  orzeczeń Soborów powszechnych, etc.);
- reguła modlitwy wyraża treści doktryny, refleksja teologiczna ma się dokonywać w zgodności z tym, jakie treści wyrażane są w modlitwie liturgicznej. Wszelka odnowa liturgii ma się dokonywać jako powrót do zarazem źródeł modlitwy i źródeł wiary[4];
- pełna jedność w modlitwie może mieć miejsce jedynie w przypadku pełnej jedności wiary (por. interkomunia).

Jak zauważył Jerzy Klinger zasada lex orandi = lex credendi jest bardziej obecna na Wschodzie chrześcijaństwa niż na Zachodzie. Wynika to ze specyficznie liturgicznego charakteru Kościoła wschodniego.
Stosunek chrześcijańskiego Zachodu do niej jest zróżnicowany. W szczególności protestantyzm podchodzi do niej swobodnie, zakładając iż sprawy takie, jak ustrój kościelny, porządek nabożeństw etc., to adiafora – rzeczy obojętne.